# 라울 힐베르크
라울 힐베르크(en:Raul Hilberg, 1926.6.2~2007.8.4)는 오스트리아 태생의 미국인 정치학자이자 역사가이다. 홀로코스트 연구에 관한 최고 권위자로 인정받고 있다.

## 생애
라울 힐베르크는 오스트리아령 폴란드에서 빈으로 이주한 유대인 부부에게서 출생했다. 1938년 3월 나치가 오스트리아로 진군하자 그해 11월에 쿠바를 거쳐 이모가 살던 뉴욕으로 이주했다. 뉴욕 브루클린 대학교 정치학과에서 한스 로젠베르그에게 수학했고, 컬럼비아 대학교 대학원에 진학하여 프란츠 노이만에게 수학했다. 홀로코스트를 주제로 하여 1950년에 석사학위를, 1955년에 박사학위를 받았으며, 1955년부터 2007년 타계할 때까지 버몬트 대학교에 봉직했다.
폴란드에 남았던 라울 힐베르크의 친인척들은 그의 사료작업을 통해 홀로코스트의 와중에 모두 사망한 것으로 확인되었다.

## 학술적 이력
1961년에 그의 대표적 저서인 『The Destruction of the European Jews(홀로코스트, 유럽 유대인의 파괴』가 출간되었다. 그 책은 추후 영어로 두 번에 걸쳐 수정·증보되었으며, 한국어판을 포함하여 9개국 언어로 번역되었다. 그는 9개 언어로 번역 출간될 때마다 책의 내용을 수정·증보하였는데, 한국어판 출간을 마지막으로 그가 사망했기에 한국어판은 이 책의 최종본이다. 힐베르크는 이 책 외에 1979년에 『The Warsaw Diary of Adam Czerniakow(아담 체르니아쿠프의 바르샤바 게토 일기)』, 1992년에 『Perpetrators Victims Bystanders(가해자, 피해자, 방관자)』, 1996년에 『The Politics of Memory: The Journey of a Holocaust Historian(기억의 정치, 어느 홀로코스트 역사가의 일생)』, 2001년에 『Sources of Holocaust Research: An Analysis(홀로코스트 사료의 분석)』 등을 썼다.
이러한 홀로코스트 연구의 공로를 인정받아, 1976년에는 미국 대통령 홀로코스트 위원회의 위원으로 위촉되었고, 2002년에 독일의 숄 남매상과 독일연방대공훈장을 받았으며, 같은 해에 오스트리아 빈 대학교에서 명예박사학위를 받았고, 2005년에는 미국 학술원 회원으로 선출되었다. 미 홀로코스트 위원회 위원으로 있던 당시 워싱턴 D.C.의 홀로코스트 기념관(US Hmm)의 설립에 관여하였다. 홀로코스트 기념관(US Hmm)의 전시구성은 상당부분 그의 연구에 기초하고 있다.